# Точал
Точал (перс. توچال -  тучол ) — гора в ланцюзі Ельбурс на півночі Ірана. Висота гори 3964 м, за іншими даними — 3933 м. Хребет гори простягся на 12 км з північного заходу на південний схід. На південному схилі Точалу розташовані найпівнічніші райони Тегерана: Шеміран, Дербенд, Теджріш. З Веленжака до вершини, де розташований популярний  гірськолижний курорт, протягнута канатна дорога.
Крім найвищої точки (яку, власне, і називають Точал), уздовж основного хребта розташовано ще кілька вершин, серед яких:
- Шах-Нешин (3 875 м);
- Базарак (3 753 м);
- Сар-Базарак (3 640 м);
- Лезон-західний (3 585 м);
- Лаварак (3 560 м).